# تشارلز فرناندو
تشارلز فرناندو (1941-1995) كان رسامًا تجريديًا وموسيقي جاز من زيمبابوي. تأثر أسلوبه بشكل كبير بالموسيقى التي كان يعزفها، وأظهر تشابهًا مع الرموز والملاحظات الموسيقية أيضًا. يمكن ايجاد أعماله في المعرض الوطني في زيمبابوي.

## تاريخ
جاءت عائلة تشارلز من موزمبيق، لكنه نشأ في مبارى، وهي حو حي فقير في هراري. أعظم لوحاته على الإطلاق هي «الصوت»، النغمة المنخفضة "E" المرسومة بألوان نابضة بالحياة في دوائر. بعض أصدقائه الذين نشأ معهم هم؛ كريستوفر شابهوكا الذي كان أيضًا فنانًا وعازف البيانو في الجاز. اشتهر كريستوفرز بالتمثال المعدني "Cockerel" المعروض أيضًا في المعرض الوطني في زيمبابوي. كان ساتشا (تنداي سيلاس ماشاكير) أحد أقرب أصدقاء تشارلز. في مقابلة في عام 1965 من قبل محطة إذاعة هراري، قال ساتشا إن السيارات المستقبلية ستقود على الماء (يتم استخدام نظام خلايا الوقود الهيدروجينية اليوم). قام بحل مشكلة خلط الإيثانول والديزل بخلطهما كأبخرة في الأسطوانة.